# If We Ever Meet Again
«If We Ever Meet Again» («Если мы встретимся снова»)— четвёртый сингл Тимбалэнда с его третьего студийного альбома Shock Value II, исполненный в дуэте с Кэти Перри.

## Информация о песне
Тимбалэнд в интервью для MTV рассказал, что «If We Ever Meet Again» была написана под влиянием работы вместе с Will.i.am над песней «I Gotta Feeling»: «Когда мы работали над этой песней, я просто влюбился в неё… Она не имеет ничего общего с «If We Ever Meet Again», но когда я услышал «I Gotta Feeling» The Black Eyed Peas, я сказал :'я хочу такую же песню для своего альбома'… «I Gotta Feeling» — счастливая песня, но мне она нравится. От неё остаются приятные чувства». В песне Тимбалэнд выступает в непривычном для себя амплуа: он поёт, а не читает рэп: «…она подходит моему голосу. Если бы её спел кто-то другой, она стала бы перегруженной… Она мне нравится больше с ошибками — я делаю ошибки».

## Видеоклип
Видеоклип «If We Ever Meet Again» был снят в декабре 2009 года режиссёром Полом Алленом, который прежде снял видеоклипы Тимбалэнда «Morning After Dark» и «Say Something». В интервью для MTV Тимбалэнд заявил, что хочет, чтобы видеоклип был серьёзным, и что Кэти Перри, возможно, будет играть роль его ангела-хранителя: «Я хочу создать что-то глубокое, я не знаю, хочу ли я создавать что-либо наподобие отношений. Я хочу сделать так, будто бы она спасает мне жизнь, несмотря на все неприятности, которые мне приходится преодолевать, будь то наркотики, депрессия от снижения веса, что-нибудь… Будет ли она рядом, если я пройду через это всё снова?». Премьера клипа состоялась 18 января 2010 года. Итоговый видеоклип, в отличие от задумки Тимбалэнда, рассказывает об истории любви вора драгоценностей и воровки картин.

## Список композиций
- UK and Europe CD single

1. "If We Ever Meet Again" (international radio edit) – 3:58
2. "If We Ever Meet Again" (Digital Dog radio remix) – 3:35

- UK digital download – EP

1. "If We Ever Meet Again" (international radio edit) – 3:58
2. "If We Ever Meet Again" (Digital Dog radio remix) – 3:26
3. "If We Ever Meet Again" (Chew Fu Deja fix) – 5:07
4. "If We Ever Meet Again" (Starsmith remix) – 5:21

- US digital download – EP

1. "If We Ever Meet Again" (radio edit) – 3:58
2. "If We Ever Meet Again" (album version) – 4:53
3. "If We Ever Meet Again" (instrumental) – 4:21

## Чарты
| Чарт (2010)                                 | Лучшая позиция |
| ------------------------------------------- | -------------- |
| Австралия (ARIA)                            | 9              |
| Австрия (Ö3 Austria Top 40)                 | 10             |
| Бельгия/Фландрия (Ultratop 50)              | 12             |
| Бельгия/Валлония (Ultratop 50)              | 8              |
| Канада (Billboard Canadian Hot 100)         | 4              |
| Чехия (Rádio — Top 100)                     | 1              |
| Дания (Tracklisten)                         | 22             |
| Европа (Billboard European Hot 100 Singles) | 10             |
| Финляндия (Suomen virallinen lista)         | 11             |
| Франция (SNEP)                              | 5              |
| Франция (SNEP Téléchargements)              | 4              |
| Германия (GfK)                              | 9              |
| Венгрия (Rádiós Top 40)                     | 33             |
| Ирландия (IRMA)                             | 3              |
| Израиль (Media Forest)                      | 2              |
| Италия (FIMI)                               | 10             |
| Нидерланды (Single Top 100)                 | 27             |
| Новая Зеландия (Recorded Music NZ)          | 1              |
| Норвегия (VG-lista)                         | 7              |
| Польша (Polish Airplay Top 100)             | 3              |
| Польша (Dance Top 50)                       | 21             |
| Словакия (Rádio — Top 100)                  | 6              |
| Испания (PROMUSICAE)                        | 7              |
| Швейцария (Schweizer Hitparade)             | 7              |
| Великобритания (OCC UK Singles)             | 3              |
| США (Billboard Hot 100)                     | 37             |
| США (Billboard Pop Airplay)                 | 25             |
| Нидерланды (Dutch Top 40)                   | 11             |

| Чарт (2010)                                | Позиция |
| ------------------------------------------ | ------- |
| Australian Singles Chart                   | 58      |
| Austrian Singles Chart (Ö3 Austria Top 75) | 49      |
| Belgian (Flanders) Singles Chart           | 80      |
| Belgian (Wallonia) Singles Chart           | 53      |
| Canadian Hot 100                           | 29      |
| European Hot 100 Singles                   | 31      |
| Germany (Media Control AG)                 | 70      |
| Irish Singles Chart                        | 18      |
| Italian Singles Chart                      | 37      |
| Netherlands (Mega Single Top 100)          | 52      |
| New Zealand Singles Chart                  | 9       |
| Romania (Romanian Top 100)                 | 98      |
| Spanish Singles Chart                      | 48      |
| UK Singles (The Official Charts Company)   | 32      |

## Сертификации
| Регион | Сертификация | Продажи |
| --- | ------------ | ------- |
| Австралия (ARIA) | Платиновый   | 70 000^ |
| Франция (SNEP) |              | 85 000  |
| Италия (FIMI) | Золотой      | 15 000* |
| Новая Зеландия (RMNZ) | Платиновый   | 15 000* |
| Швейцария (IFPI Switzerland) | Золотой      | 15 000^ |
| Великобритания (BPI) | Золотой      | 434 000 |
| * Данные о продажах приведены только на основе сертификации. · ^ Данные о тиражах приведены только на основе сертификации. · Данные о продажах + прослушиваниях приведены только на основе сертификации. |              |         |

## Хронология релизов
| Дата            | Страна         |
| --------------- | -------------- |
| 1 декабря 2009  | США промо      |
| 15 февраля 2010 | Великобритания |
| 16 февраля 2010 | США            |
| 22 февраля 2010 | Франция        |
| 26 февраля 2010 | Германия       |

|}